# Чокке, Фридрих
Фри́дрих Чо́кке (нем. Friedrich Zschokke; 27 мая 1860 года, Арау — 10 января 1936 года, Базель) — швейцарский зоолог. Внук писателя Генриха Чокке.

## Биография
Изучал зоологию в Женеве, где и получил степень доктора. Затем занимался в Лейпциге и Неаполе, в 1887 году читал лекции за Рютимейера в Базеле. Приват-доцент (1887), экстраординарный (1888), затем в 1893—1931 гг. ординарный профессор зоологии в Базеле. Членкор Берлинской АН (1930). Научные исследования Чокке касаются преимущественно строения и естественной истории глистов, а также фауны альпийских озёр.

## Труды
- «Recherches sur l’organisation et la distribution zoologique des vers parasites des poissons d’eaudouce» (Гент и Лейпциг, 1884)
- «Recherches sur la structure anatomique et histologique des Cestodes» (Женева, 1889; удостоена премии университета)
- «Die Parasitenfauna von Trutta salar» (Йена, 1892)
- «Die Cestoden der Marsupialia und Monotreniata» (там же, 1898)
- «Neue Studien an Cestoden aplacentaler Säugethiere» (Лейпциг, 1899)
- «Die Fauna hochgelegener Gebirgsseen» (Базель, 1895)
- «Die Thierwelt der Hochgebirgsseen» (Цюрих, 1900; удостоена премии швейцарского общества естествоиспытателей)
- «Die Thierwelt der Schweiz in ihren Beziehungen zur Eiszeit» (Базель, 1901)